# Cornillon-Confoux
Cornillon-Confoux (okzitanisch Cornilhon e Conforç) ist eine französische Gemeinde mit 1619 Einwohnern (Stand 1. Januar 2022) im Département Bouches-du-Rhône in der Region Provence-Alpes-Côte d’Azur.

## Geografie
Die Gemeinde liegt 35 Kilometer westlich von Aix-en-Provence und zwölf Kilometer südlich von Salon-de-Provence. Nachbarorte sind Saint-Chamas, Lançon-Provence und Miramas.

## Geschichte
Seit der Jungsteinzeit war das Gebiet von verschiedenen Völkern und Stämmen besiedelt. 
Im Mittelalter wurde das Land Besitz der Grafen der Provence und wurde dann an die Erzdiözese Arles angegliedert. Die Mönche der Abtei Montmajour bauten Kirchen und legten die Sümpfe trocken.

## Sehenswürdigkeiten
- Romanische Kirche Saint Vincent aus dem 12. Jahrhundert
- Glockenturm aus dem Jahr 1852
- Pfarrhaus aus dem 15. Jahrhundert
- Fünfzig Bories
- Gräber aus dem 1. Jahrhundert vor Christus
- Romanische Kapelle Saint Vincent aus dem 12. Jahrhundert
- Schloss von Lys aus dem 17. Jahrhundert
- Befestigte Burg von Confoux aus dem 13. Jahrhundert

## Demografie

### Bevölkerungsentwicklung
| Jahr      | 1962 | 1968 | 1975 | 1982 | 1990 | 1999 | 2008 | 2016 |
| Einwohner | 411  | 562  | 810  | 980  | 1060 | 1167 | 1345 | 1372 |

### Altersstruktur
23 Prozent der Bevölkerung sind 19 Jahre alt oder jünger. Fünf Prozent der Bevölkerung sind 75 Jahre alt oder älter.